# Sun Peaks (British Columbia)
Sun Peaks ist eine Mountain Resort Municipality in der kanadischen Provinz British Columbia. Dieser Gemeindestatus wurde ihr am 28. Juni 2010 verliehen. Die Gemeinde liegt im nordöstlichen Bereich des Thompson-Plateau, am Übergang zum Shuswap Highland, um das Sun Peaks Resort herum. Sie liegt etwa 55 Kilometer nordöstlich von Kamloops und 410 Kilometer von Vancouver entfernt und ist im Winter nur über eine etwa 35 Kilometer lange Stichstraße vom Highway 5 aus zu erreichen.

## Bevölkerungsentwicklung
Bei der Volkszählung von 2021, die von Statistics Canada durchgeführt wurde, lebten in Sun Peaks Mountain 1.404 Menschen in 622 der insgesamt 1.506 Privatwohnungen, was einer Veränderung von 127,9 Prozent gegenüber der Einwohnerzahl von 2016 (616) entspricht. Bei einer Fläche von 40,86 km² betrug die Bevölkerungsdichte im Jahr 2021 somit 34,3 Einwohner/km². Neben den 1404 Einwohner gibt es mehr als 900 weitere nicht ortsansässige Immobilienbesitzer.

### Religion
Bei der Volkszählung von 2021 wurden folgende Religionszugehörigkeiten angegeben:
- konfessionslos (960 Personen oder 69,6 Prozent)
- christlich (370 Personen oder 26,8 Prozent)

## Klima
Gemäß der Klimaklassifikation nach Köppen und Geiger herrscht in Sun Peak ein feuchtes Kontinentalklima (Dfb). Niederschlagsreichster Monat ist der Juni, gefolgt vom November bzw. niederschlagsärmster Monat ist der Februar, gefolgt vom August. Die Durchschnittstemperatur ist im August und September mit 15,1 °C am höchsten und im Januar mit −7,7 °C am niedrigsten.